# دهقاضیان
دهقاضیان از جمله قریه جات عمده ولسوالی شهدا در شمال شرقی کشور افغانستان است که باداشتن یک کتله خانوار وسیع از نقش عمده‌ای در این ولسوالی نیز برخوردار است. این ده متشکل از پنج قریه فرعی دیگر به نام‌های، باغ بالا، باغ نشیب، شیرکانی، دشت افغان‌ها و پایان ده می‌باشد. دلیل نامگذاری قریه ده قاضیان که در لهجه عام آن را دهقادیان می‌گویند، از آن جهت است که در گذشته‌های حدود ۴۷۰ قبل از امروز، قاضیان زندگی می‌کردند که در امورات قضائی و قومی مردم با توجه به اصول فقهی اسلامی مداخله نموده و دعاوی مردم را حل وفصل می‌کردند. قریه دهقاضیان در حال از آنجائی که دارای سابقه خوبی است، سران ازان در زمان معاصر به نحوی در حکومات ملوک الطوایفی و فئودالی شاهان افغانستان، سهم داشته و تحت عنوان ارباب، علاقه دار و قریه دار بر مردم حکومت می‌کردند. الحاج اربات محمد امیر خان فرزند ارباب سید علی خان به مدت‌های طولانی به صورت ارثی رابطه‌های میان مردم و حکومت آن زمان بودند.
دهقاضیان نیز دارای قومیت متحد و یکپارچه بوده و به صورت مشترک باهم زندگی مینمایند. وحدت قومی آن‌ها تأثیرات عمده را بر روند اجرای امورات منسجم وارد نموده و بیشتر فعالیت‌های قومی به صورت داوطلبانه اجرا می‌گردد.

مدیریت معارف شهدا دراین روزهابه چالش زیاد روبرواست از جلمه پکیچ در قدم اول در قدم دوم هر پست اشغال توسط اشخاص زورمند و مسایل عمده که دامنگیر مردم است پارت  بازی است اگر وابسته به تنظیم باشی پز رفته میشوی در غیرآن پروفیسورهم باشی پز رفته نمی‌شوی